# Valme (Bestwig)
Valme ist ein Ortsteil der Gemeinde Bestwig in Nordrhein-Westfalen. Im Januar 2020 hatte Valme 210 Einwohner.

## Geografie
Valme besteht aus den Ortschaften Ober- und Untervalme. Das Dorf Untervalme liegt rund 2,3 km südlich von Ramsbeck in einem Nebental der Valme, dem Arenstal. Von Untervalme nach Obervalme sind es 0,7 km. Durch das Dorf Obervalme fließt der gleichnamige Bach Valme. Die K 19 verbindet Ramsbeck, Unter- und Obervalme.

## Nachbarorte
Angrenzende Orte sind Ramsbeck, Brabecke, Elpe, Bödefeld und Westernbödefeld.

## Geschichte
Valme wurde erstmals in der Teilungsurkunde der Grafschaft Rüdenberg am 7. April 1315 erwähnt. Es bestand aus drei Freigütern und wurde wie alle Ortschaften rechts der Valme der Grafschaft Waldeck zugeschlagen. Die Ortschaften links der Valme kamen an die Grafschaft Arnsberg.
Im 15. Jahrhundert wurde Valme wüst, seine Flur kam an die Herren von Gaugreben. Um 1580 erhielt Jobst Hildebrand von Gaugreben (* um 1553 in Bruchhausen; † 19. März 1624 in Valme) bei Erbteilung mit seinen Brüdern das halbe Gut Valme. Er baute Valme durch Zukauf von Wald und Gütern zum Rittergut aus. 1590 baute er ein kleines altes Jagdschloss aus, das Castrum falme. Ende des 17. Jahrhunderts verlegten die von Gaugreben ihren Wohnsitz nach Baldeborn bei Remblinghausen. Um 1710 setzten die von Gaugreben Siedler in Valme an, die rechtlich Zeitpächter waren. Aus deren Siedlungen entstanden die heutigen Dörfer Ober- und Untervalme. Die Zeitpächter wurden 1824 Erbpächter und lösten die Erbpacht später ab.

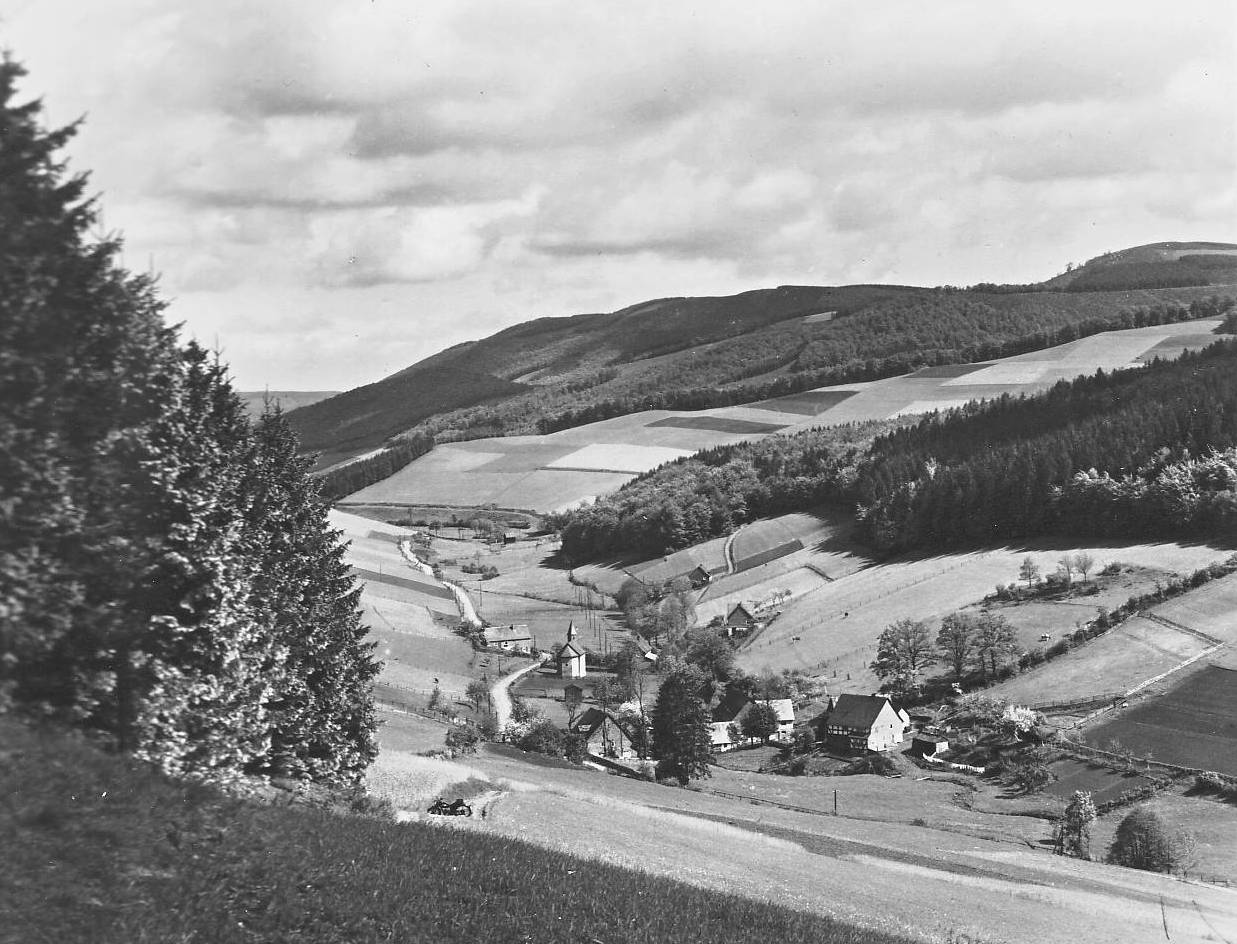
Obervalme in den 1930er Jahren

## Verwaltungsgeschichte
Bis zum Ende der kurkölnischen Zeit im Jahre 1802 gehörte Valme zum Gericht und Kirchspiel Bödefeld. Im Jahre 1802 fiel das kurkölnische Sauerland an die Landgrafschaft Hessen-Darmstadt, das Sauerland wurde in Schultheißen-Bezirke eingeteilt. Valme kam zunächst zum Schultheißen-Bezirk Westernbödefeld. 1816 kam das Sauerland an Preußen. Der Schultheißen-Bezirk Westernbödefeld wurde 1823 aufgelöst und die Gemeinden dem Schultheißen-Bezirk Gellinghausen unterstellt. 1834 wanderte der Sitz des für Valme zuständigen Schultheißen nach Bödefeld.
1844, mit Einführung einer neuen Landgemeinde-Ordnung, wurde das ehemalige Kirchspiel Bödefeld in die Gemeinden Freiheit Bödefeld und Bödefeld-Land eingeteilt. Valme kam zu Bödefeld-Land. Bei der kommunalen Neugliederung 1975 kam Valme auf eigenes Betreiben hin zur Gemeinde Bestwig.

## Religion
Nach den Bauplänen des Architekten Tegethoff wurde In den Jahren 1899/1900 in Obervalme eine Kapelle erbaut. Der Rohbau kostete 2202,46 Mark, die Inneneinrichtung 1202,75 Mark. Der Altaraufbau in Valme stammt aus der Zeit um 1900, als man die Gotik wieder aufleben lassen wollte. Die 1899 gegossene  Marienglocke mit der Inschrift „Hl. Maria, Mutter Gottes, Hilfe der Christen bitte für uns“ war 62 kg schwer. Wie alle Glocken des Kirchspiels Bödefeld wurde sie 1942 zwangsabgeholt und eingeschmolzen. 1947 erhielt die Kapelle eine neue, 65 kg schwere Glocke. Die Inschrift lautet: „Bitt Gott für uns, Maria“. Die Kapelle wurde der Heiligen Maria, Hilfe der Christen geweiht. Zuletzt 1999 wurde die Kapelle umfassend renoviert. Auch Kreuz und Wetterhahn wurden erneuert. Heute gehört Valme zum Pastoralverbund Meschede Bestwig. Die Kapelle wurde unter Denkmalschutz gestellt.

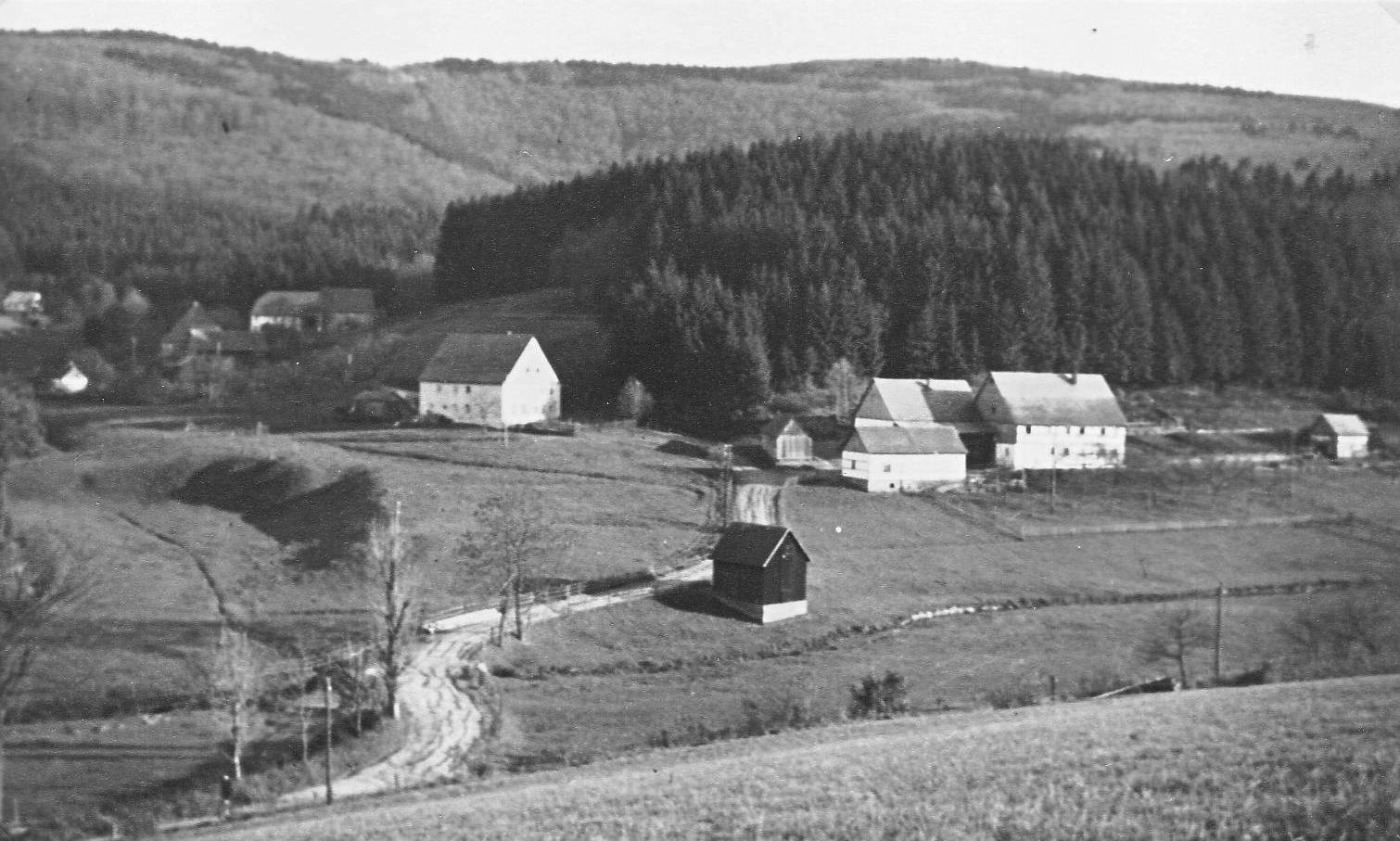
Untervalme in den 1930er Jahren

## Personen
- Kaspar Anton Rettler (* 6. Mai 1805 in Untervalme; † 22. Oktober 1871 in Roermond, Niederlande), Redemptorist und Orgelbauer.